# Hikkoshi fūfu
Hikkoshi fūfu (引越し夫婦?) è un film del 1928 diretto da Yasujirō Ozu.
La pellicola, prodotta dalla Shochiku, è oggi perduta.